# Estany de Fontviva
L'Estany de Fontviva és un llac d'origen glacial dels Pirineus, del terme comunal de Portè, de l'Alta Cerdanya, a la Catalunya del Nord.
És a a la vall del Riu de Querol, a la zona central - est del terme de Portè, a prop i a l'est-nord-est de l'estany del Passet. El torrent que en surt és un dels primers afluents per la dreta del Riu de Querol.
Aquest estany és molt concorregut per les rutes excursionistes que recorren els Pirineus de la zona occidental de la Cerdanya.